# ヘンテコ忍者 いもがくれチンゲンサイ様
『ヘンテコ忍者いもがくれチンゲンサイ様』（ヘンテコにんじゃ いもがくれチンゲンサイさま）は、小栗かずまたによる漫画作品。『最強ジャンプ』（集英社）にて、2011年春号より2014年9月号まで連載。EDO城の城主の息子・ちご丸に仕える忍者チンゲンサイが繰り広げるギャグ漫画。『週刊少年ジャンプ』（同）2012年1号にも出張読み切りが掲載された。小栗の代表作のひとつ。

## 登場人物
声の項はVOMIC版のもの。

### 主要人物
チンゲンサイ
声 - 緒方賢一
ちご丸の家来の忍者。いもがくれの里出身。忍法で鼻を色々な形に変え、ちご丸の手助けをするが、行動が裏目に出ることもしばしば。魔法美少女ミオンちゃんの大ファン。頭のモコモコには様々な秘密がある。
ちご丸
声 - 真柴摩利
EDO城城主の息子。9歳。勉強も運動も並以下で、何時もチンゲンサイに振り回されている。さくら姫に好意を抱いている。
ナスビ
チンゲンサイの忍犬。みたらし団子が大好物。

### 寺子屋の生徒
さくら姫
声 - 笹森亜希
ちご丸の寺子屋の同級生の女の子。誰にでも明るく、優しい性格で、寺子屋の男子生徒の憧れのアイドル的存在。
ばな麿
最近ちご丸のクラスに転入してきた。世界的デザイナーを父に持つ金持ちで、チャラい性格。
もやしの介
げっそりとしていて、暗い性格。乗り物酔いに弱い。弟が二人いる。

### いがぐり忍者
毒栗蝮 太夫（どくぐり まむしだゆう）
いがぐり忍者の頭領。あの手この手でチンゲンサイを倒そうと企む。
ネギゾウ
十忍衆の一人で、痩せ型。かつてはチンゲンサイの同級生だったが、些細なことで恥をかかされ、彼を逆恨みするようになった。
鉄球のジャガノスケ
十忍衆の一人。鉄球を操る逆三角形の男。AKB48のオシメンは篠田麻里子。学芸会に乱入しちご丸の命を狙うが、一瞬の隙をつかれメガトン鼻パンチで倒される。
変化餅のゼンマイ
十忍衆の一人。特殊な餅を使って変身することができる。超福男カーレースにてナスビに変装して入れ替わり、チンゲンサイ達の邪魔をした。アイドルに化けてチンゲンサイの攻撃を封じつつ、スポーツ選手に変身して苦戦させるも、ナスビに餅を奪われてしまい、残った餅で顔をちご丸に変えたが、容赦無くチンゲンサイに倒された。
真面目のミツバ
十忍衆の一人で、チンゲンサイのふざけたキャラに対抗するために暗殺者として送り込まれた。語尾に「っス」とつける。頭忍術の使い手。非常に真面目な性格で、ちご丸の宿題の邪魔をしたことを詫びたり、宿題を教えるほどだが、自分に至らない面があると行き過ぎた反省の色を見せることもある。その性格ゆえにチンゲンサイ達に馴染み、頭領からの命令と板挟みになるが、自分を友達として接してくれるチンゲンサイの姿に心打たれ、いがぐり忍者を見限ってEDO城に居候した。
なお、残りの十忍衆は頭領が彼らを毎回送り込む計画で登場させる予定だったが、計画を実行する前に本作が最終回となったため、未登場。

### その他
トウガラシ
チンゲンサイの忍者学校の同級生。尻を自在に操る「尻忍術」の使い手。語尾に「ニョ」とつける。忍者学校時代、互いの腕を競い合い、ライバルとして認め合っていた。世の中金が全てだと思っており、尻忍術で金を稼ぐのが夢。チンゲンサイの額に三日月の傷をつけたのは彼である。
鼻夫
チンゲンサイが河原で出会い、息子として飼育することにした鼻のような外見の生物。数週間で急成長したが、怪物のような姿に変貌して飼い主であるチンゲンサイを襲う。トウガラシ曰く宇宙の生物で、数週間前に地球に墜落して身体が地球の空気に合わなかったとのこと。衰弱して倒れたその時、仲間の迎えが来てチンゲンサイへの感謝を伝え、地球を飛び去っていった。
魚住
ちご丸が無人島で釣り上げた人面魚。パンチパーマで濃い顔をしており、足が2本生えている。自分を釣り上げたちご丸達に無人島の真実を伝え、その後EDO城に居候した。

## ヴォイスコミック
集英社のヴォイスコミック「VOMIC」として、2011年12月にジャンプ専門情報番組『サキよみ ジャンBANG!』にて放送され、2012年1月からVOMIC公式サイトで配信された。全4話。
キャスト
主要担当声優は上述。ここではそれ以外のキャストについて記す。
- イガグリの里の忍者 - 川村拓央
- 家来 - 鳥海勝美
- ナレーション - 石川ひろあき

## 書誌情報
- 小栗かずまた『ヘンテコ忍者 いもがくれチンゲンサイ様』集英社〈ジャンプコミックス〉、全4巻[注釈 1]
  1. 「チンゲンサイ登場!!の巻」2012年6月4日発売[3]、ISBN 978-4-08-870457-9
  2. 「チンゲンサイVSトウガラシ!!の巻」2012年12月4日発売[4]、ISBN 978-4-08-870566-8
  3. 「激走!超副男カーレース!!の巻」2013年6月4日発売[5]、ISBN 978-4-08-870696-2
  4. 「さようならチンゲンサイの巻」2019年5月2日発売[6]、ASIN B07QVZ8JVG